# Cozola halapa
Cozola halapa är en fjärilsart som beskrevs av Collenette 1932. Cozola halapa ingår i släktet Cozola och familjen tofsspinnare. Inga underarter finns listade i Catalogue of Life.